# Стефан Попов (генерал)
Стефан Попов (болг. Стефан Геориев Попов; нар. 11 березня 1872, Варна, Османська імперія — пом. 19 липня 1937, Софія) — болгарський генерал-майор. Начальник штабу 1-ї Армії Царства Болгарія (1918).

## Біографія
1892 закінчив Військову школу в Софії, а 2 серпня 1895 отримав звання лейтенанта.
1901 закінчив академію Генерального штабу у Петербурзі як Капітан. 31 грудня 1906 отримав звання майора, а 1909 став старшим помічником 5-ї піхотної дивізії. 1911 отримав звання підполковника, а 14 лютого 1914 — полковника.
Під час Першої світової війни став генерал-майором, з 1916 до 1918 начальник штабу 3-ї армії, яка брала участь у розгорі Румунії. 
Потім з серпня по вересень 1918 був начальником штабу 1-ї армії, а потім помічником начальника штабу армії. 1919 звільнений з армії.
Помер у Софії 19 липня 1938.

## Нагороди
- Орден «За хоробрість» III ступеня 2 класу і IV ступеня 2 класу
- Орден «Святий Олександр» IV класу з мечами посередині
- Орден "За заслуги" V класу з простими стрічками
- Орден Залізного Хреста I та II ступеня, Німецька імперія.